# Maresia pulchella
Maresia pulchella är en korsblommig växtart som först beskrevs av Dc., och fick sitt nu gällande namn av Otto Eugen Schulz. Maresia pulchella ingår i släktet Maresia och familjen korsblommiga växter. Inga underarter finns listade i Catalogue of Life.

## Bildgalleri

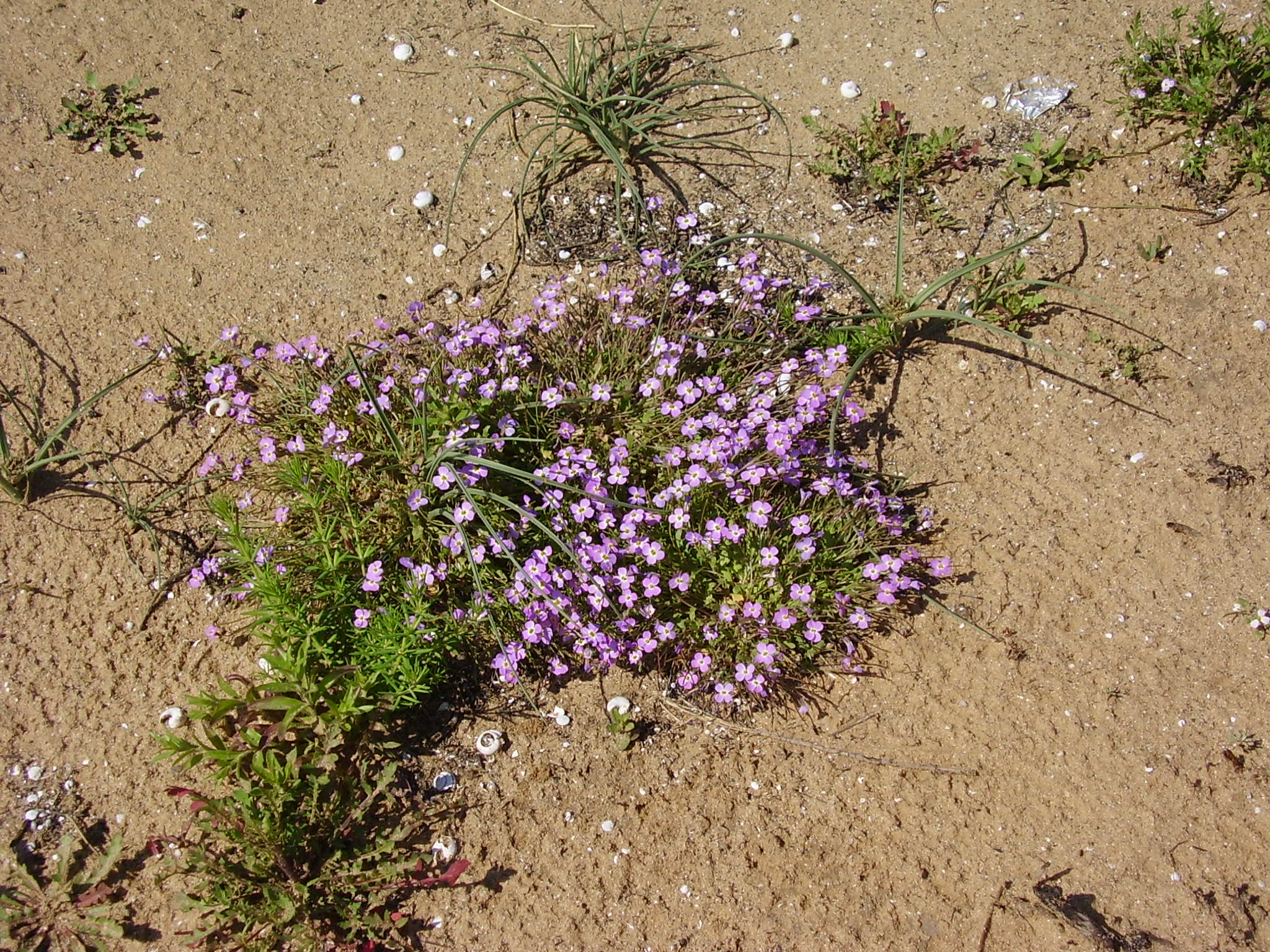
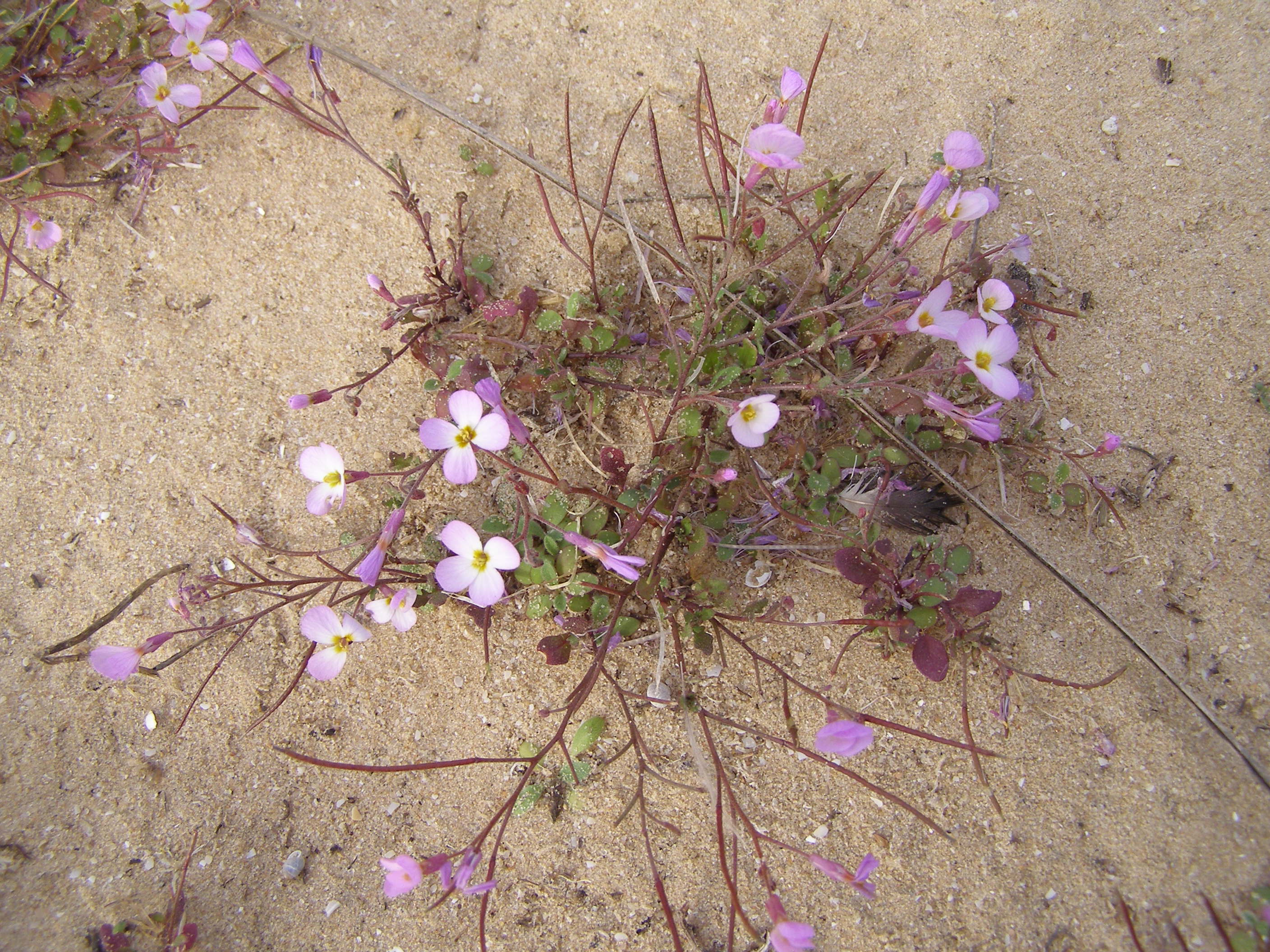